# Ada Leverson
Ada Leverson (1862-agosto de 1933), de soltera, Beddington, fue una escritora británica, conocida principalmente como novelista.

## Vida
A los diecinueve años se casó, sin el consentimiento de sus padres. Comenzó a escribir en los años 1890, con contribuciones al Black and White, Punch y The Yellow Book. El matrimonio de Ada Leverson se rompió cuando su marido se trasladó a Canadá en 1905. Fue una amiga leal para Oscar Wilde, quien la llamaba sphinx (Esfinge). En la película del año 1997 Wilde fue interpretada por Zoë Wanamaker. Otros amigos suyos fueron Max Beerbohm, a cuyo estilo ha sido comparada su escritura y George Moore. Osbert Sitwell en Great Morning tiene una anécdota en la que ella intenta, sin éxito, que Moore vea al joven William Walton. Perteneció al círculo de los Sitwell — Sacheverall Sitwell le dedicó una colección de poesía, mientras que ella estuvo enamorada sin esperanza de Osbert.
Su hija y biógrafa Violet se casó con Guy Percy Wyndham (1865-1941) en 1923, siendo el segundo matrimonio de él. Sydney Schiff fue el cuñado de Ada Leverson. En su ancianidad, Leverson vivió en el Hotel Porta Rossa en Florencia.

## Obras
- «Suggestion» («Una sugerencia», 1895). Relato aparecido en la revista The Yellow Book (abril de 1895). Está publicado, precedido de nota biográfica, en la pág. 337 ss de la antología Cuando se abrió la puerta. Cuentos de la Nueva Mujer (1882-1914), Alba Editorial, Clasica maior, 2008, ISBN 978-84-8428-418-5.
- «The Quest of Sorrow» («En busca de la infelicidad», 1896). Relato aparecido en la revista The Yellow Book (vol. VIII, enero de 1896). Está publicado (precedido de una breve biografía) en la pág. 269 de la antología Fin de siècle: relatos de mujeres en lengua inglesa, edición de María Luisa Venegas, Juan Ignacio Guijarro y María Isabel Porcel, Cátedra, Letras Universales, 2009, ISBN 978-84-376-2516-4
- The Twelfth Hour (1907)
- Love's Shadow (1908)
- The Limit (1911)
- Tenterhooks (1912)
- Bird of Paradise (1914)
- Love at Second Sight (1916)
- Letters To The Sphinx From Oscar Wilde and Reminiscences of the Author (1930)
- Little Ottleys (Virago 1982) recopilación: «Love's Shadow», «Tenterhooks», «Love at Second Sight».